# Dave Farrell
Pour les articles homonymes, voir Farrell.
Dave Farrell dit Phoenix, de son vrai nom David Michael Farrell (né le 8 février 1977 à Plymouth, Massachusetts) est le bassiste du groupe de nu metal Xero, devenu Hybrid Theory puis finalement Linkin Park. Son surnom vient du fait qu'il n'aimait pas trop son prénom et qu'il avait deux phoenix tatoués dans le dos.
Il fut d'abord guitariste électrique, violoniste et violoncelliste (il en joue d'ailleurs dans certaines rares chansons). Il intégra ensuite en tant que guitariste le groupe de punk chrétien Tasty Snax, devenu The Snax, qu'il quitta pour ses études supérieures à l'ULCA.
Là-bas il partagea sa chambre avec Brad Delson qui devint son ami. Ils s'entraînaient et répétaient ensemble pendant leur temps libre (ils auraient même appris ensemble à conduire) et Brad lui proposa de rejoindre son groupe SuperXero en tant que bassiste. Phoenix accepta et rejoint Brad, Rob Bourdon et Mike Shinoda en 1996. En même temps que lui arriva le DJ Joe Hahn, ramené par Mike. Le groupe raccourcit son nom à Xero et ils recrutèrent le chanteur Mark Wakefield. Phoenix resta dans le groupe (devenu Hybrid Theory à l'arrivée de Chester Bennington qui remplaça Mark), jusqu'en 1998, après que le groupe ait déjà composé quelques chansons pour leur album Hybrid Theory. Il apparaît pour la première fois dans la vidéo de la chanson Crawling de l'album Hybrid Theory.
Il dut ensuite partir en tournée avec son ancien groupe The Snax, dont le chanteur-guitariste Mark Fiore est depuis cinématographe de Linkin Park. Il fut remplacé par intérim par Kyle Christener pour l'enregistrement complet de Hybrid Theory EP, qui leur permit de signer leur premier contrat chez Warner en 1999. Pour l'enregistrement du premier véritable album du groupe renommé Linkin Park, Brad dû faire lui-même les parties de basse avec l'aide de Ian Hornbeck, et c'est Scott Koziol que l'on voit à la basse dans le 1er clip du groupe, One Step Closer. 
Il revint début 2001 et fit sa première apparition dans le 2e clip du groupe, Crawling, et put partir pour la première véritable tournée mondiale de Linkin Park, qu'il ne quittera plus. Il est père de 3 filles dont on connait seulement le nom de l'ainée, Reagan, née en 2007. Leur mère est Linsey, sa femme.
Ses influences musicales sont les Beatles, les Deftones, les Weezer, Sarah McLachlan et Bob Marley. [réf. nécessaire]

## Discographie avec Linkin Park
- 2002 : Reanimation
- 2003 : Meteora
- 2003 : Live in Texas
- 2004 : Collision Course
- 2007: Minutes to Midnight
- 2008 : Road to Revolution: Live at Milton Keynes
- 2010 : A Thousand Suns
- 2012 : Living Things
- 2013 : Recharged
- 2014 : The Hunting Party
- 2017 : One More Light
- 2017 : One More Light Live
- 2020 : Hybrid Theory 20th Anniversary Edition
- 2023 : Meteora 20th Anniversary Edition
- 2024 : Papercuts (Singles Collection 2000–2023)
- 2024 : From Zero

## Discographie avec Tasty Snax

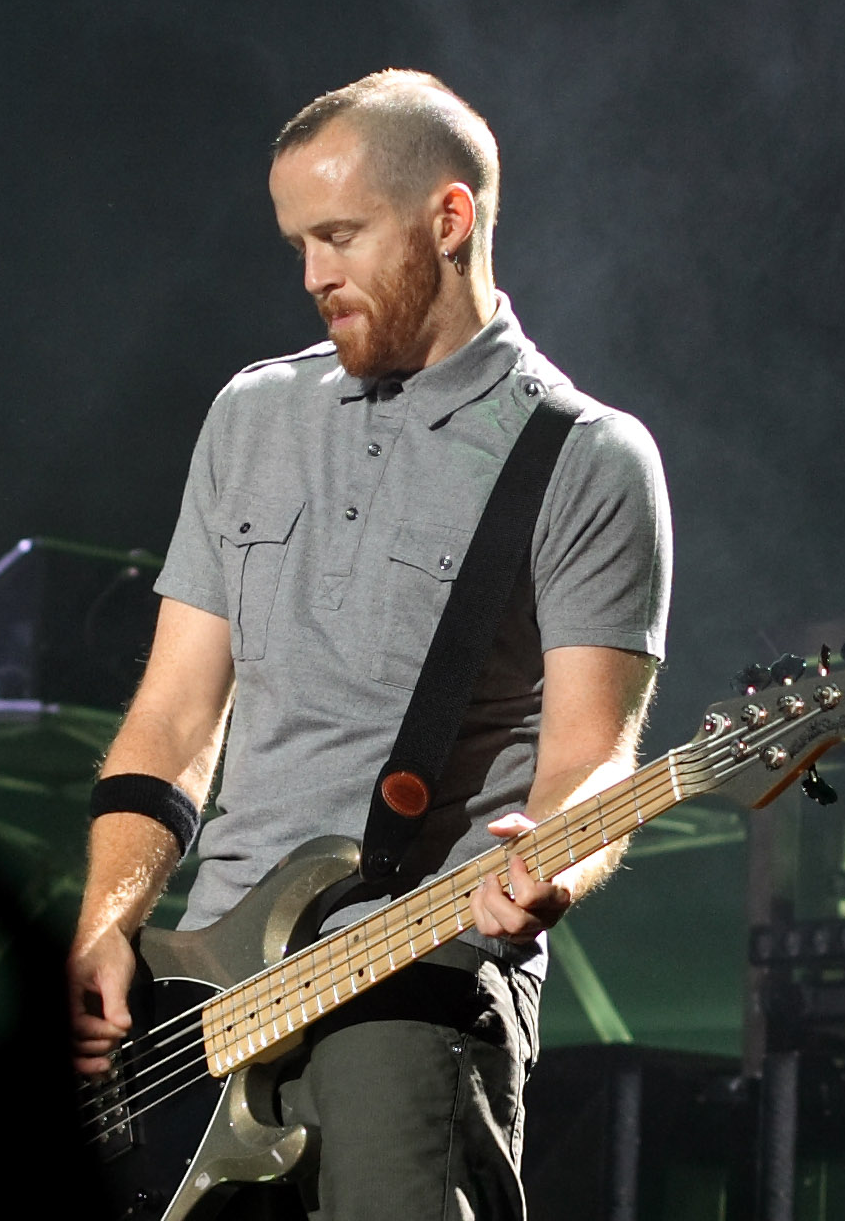
Farrell jouant à Stockholm

- 1998: Run Joseph Run
- 2000: Snax